# Lestes pallidus
Lestes pallidus là một loài chuồn chuồn kim thuộc họ Lestidae.
Loài này có ở Botswana, Tchad, Bờ Biển Ngà, Ethiopia, Gambia, Ghana, Guinea-Bissau, Kenya, Malawi, Mali, Mauritanie, Mozambique, Namibia, Niger, Nigeria, Senegal, Somalia, Nam Phi, Tanzania, Uganda, Zambia, Zimbabwe, và có thể cả Burundi. Môi trường sống tự nhiên của chúng là xavan khô, xavan ẩm, vùng cây bụi khô khu vực nhiệt đới hoặc cận nhiệt đới, vùng cây bụi ẩm khu vực nhiệt đới hoặc cận nhiệt đới, sông có nước theo mùa, đất ngập nước với cây bụi là chủ yếu, hồ nước ngọt có nước theo mùa, đầm nước ngọt, đầm nước ngọt có nước theo mùa, và suối nước ngọt.